# イッキくん
イッキくんは、1992年1月に奥村遊機が開発、発売した羽根モノパチンコ機。

## 概要
- イッキ飲みをモチーフとした羽根モノ機。
- ゲームは役物が杯になっており、役物の男が入賞玉をイッキ飲み（Vゾーン入賞）するという趣向。
- 同時期に似たような名称のデジパチ機『CR一気』（西陣）が発売されているが関連はない。

## スペック
- 『イッキくん』
  - 賞球数 7&13 15R10C
- 『イッキくん2』
  - 賞球数 5&10 15R10C